# Monnet-la-Ville
Monnet-la-Ville ist eine französische Gemeinde im Département Jura in der Region Bourgogne-Franche-Comté.

## Geographie
Monnet-la-Ville liegt auf 500 m, etwa 19 km ostnordöstlich der Stadt Lons-le-Saunier (Luftlinie). Das Dorf erstreckt sich im Jura, in der Senke der Combe d’Ain, inmitten des breiten Ain-Tals zwischen dem Kamm der Heute im Westen und dem Hochplateau von Champagnole im Osten.
Die Fläche des 6,19 km² großen Gemeindegebiets umfasst einen Abschnitt des französischen Juras. Der westliche Teil des Gebietes wird von der breiten Senke des Ain eingenommen, die durchschnittlich auf 500 m liegt; das Gebiet reicht jedoch nicht bis an den Flusslauf hinunter. Nach Osten erstreckt sich das Gemeindeareal über eine rund 100 m hohe Geländestufe, die zum Hochplateau von Champagnole überleitet. Auf dem überwiegend waldbedeckten Hochplateau wird mit 680 m im Bois des Chaumois die höchste Erhebung von Monnet-la-Ville erreicht. Mit einem schmalen Zipfel reicht der Gemeindeboden entlang dem Nordfuß dieses Plateaus nach Osten bis an den Rand der Ebene von Champagnole.
Nachbargemeinden von Monnet-la-Ville sind Pont-du-Navoy im Westen und Norden, Champagnole, Ney und Mont-sur-Monnet im Osten sowie Montigny-sur-l’Ain im Süden.

## Geschichte
Das Gemeindegebiet von Monnet-la-Ville war schon sehr früh besiedelt. Auf der Flur Tertre-aux-Squelettes wurden rund 200 Gräber aus der gallorömischen Zeit und der Merowingerzeit entdeckt. Die Pfarrkirche von Monnet erscheint im 11. Jahrhundert erstmals in den Urkunden. Im Mittelalter war der Ort ein wichtiger Marktflecken, der gewisse Freiheitsrechte besaß. Er gehörte zur Vizegrafschaft Monnet, deren Schloss sich auf einem Vorsprung über der Combe d’Ain befand (heute auf dem Gemeindegebiet von Montigny-sur-l’Ain). Zusammen mit der Franche-Comté gelangte Monnet-la-Ville mit dem Frieden von Nimwegen 1678 an Frankreich.

## Sehenswürdigkeiten
Die Pfarrkirche Saint-Maurice in Monnet-la-Ville wurde im 15. Jahrhundert erbaut und im 17. Jahrhundert umgestaltet.

## Bevölkerung
| Jahr                       | 1962 | 1968 | 1975 | 1982 | 1990 | 1999 | 2007 | 2018 |
| -------------------------- | ---- | ---- | ---- | ---- | ---- | ---- | ---- | ---- |
| Einwohner                  | 110  | 123  | 235  | 303  | 305  | 330  | 372  | 339  |
| Quellen: Cassini und INSEE |      |      |      |      |      |      |      |      |

Mit 332 Einwohnern (Stand 1. Januar 2022) gehört Monnet-la-Ville zu den kleinen Gemeinden des Départements Jura. Nachdem die Einwohnerzahl in der ersten Hälfte des 20. Jahrhunderts abgenommen hatte (1901 wurden noch 173 Personen gezählt), wurde seit Beginn der 1960er Jahre wieder eine deutliche Bevölkerungszunahme verzeichnet. Seither hat sich die Einwohnerzahl verdreifacht.

## Wirtschaft und Infrastruktur
Monnet-la-Ville war bis weit ins 20. Jahrhundert hinein ein vorwiegend durch die Landwirtschaft und die Forstwirtschaft geprägtes Dorf. Daneben gibt es heute einige Betriebe des lokalen Kleingewerbes. Mittlerweile hat sich das Dorf auch zu einer Wohngemeinde gewandelt. Viele Erwerbstätige sind Wegpendler, die in den größeren Ortschaften der Umgebung ihrer Arbeit nachgehen.
Die Ortschaft liegt abseits der größeren Durchgangsstraßen, ist aber von der Hauptstraße D471, die von Lons-le-Saunier nach Champagnole führt, leicht erreichbar. Weitere Straßenverbindungen bestehen mit Montigny-sur-l’Ain und Mont-sur-Monnet.